# Международная комиссия по математическому образованию
Международная комиссия по математическому образованию (англ. International Commission on Mathematical Instruction, ICMI) — комиссия при Международном математическом союзе (IMU), занимающаяся развитием и проблемами математического образования. Её название переводилось также как «Международная комиссия по преподаванию математики». Через IMU Комиссия участвует в работе Международного Совета по науке.
Программы, семинары, инициативы и публикации комиссии направлены на улучшение образовательных стандартов при обучении математике. По состоянию на 2013 год членами Комиссии являлись национальные математические организации 92 стран.

## История
Организация была основана в 1908 году на IV Международном конгрессе математиков в Риме, первым президентом Комиссии был избран Феликс Клейн. Печатным органом Комиссии стал бюллетень, выпускаемый дважды в год.
Первоначально (до Второй мировой войны) комиссия называлась иначе.
- Французский вариант: Commission internationale de l'enseignement mathématique (CIEM).
- Английский вариант: International Commission on the Teaching of Mathematics.

В 1950—1954 годах название изменили на International Mathematical Instruction Commission (IMIC), в 1954 году было окончательно принято современное название.
В первые годы, особенно после смерти Клейна (1925 год), деятельность комиссии была незначительной; в 1952 году организация подверглась перестройке и значительно активизировала свою работу.

## Структура
Все страны, вошедшие в Международный математический союз, автоматически становятся членами Комиссии; возможно также членство и других национальных организаций, имеющих отношение к образованию.
Руководство Комиссией осуществляет её Генеральная Ассамблея, состоящая из Исполнительного Комитета и национальных представителей всех стран-членов. Генеральная Ассамблея собирается раз в 4 года в рамках Международного конгресса по математическому образованию (ICME), она рассматривает текущие и перспективные задачи и избирает новый состав Исполнительного Комитета.

## Деятельность
Кроме проведения упомянутого Международного конгресса по математическому образованию, Комиссия занимается поддержкой (включая материальную) национальных проектов, имеющих отношение к математическому образованию (преимущественно в развивающихся странах). Под эгидой или при содействии Комиссии публикуется множество периодических изданий, в том числе:
- The ICMI Bulletin
- ICMI News – The ICMI electronic newsletter
- ICME Proceedings
- ICMI Studies Publications
- Proceedings from other ICMI Conferences
- L’Enseignement Mathématique

Начиная с 2000 года, Комиссия присуждает две тематические премии:
- Премия Феликса Клейна
- Премия Ханса Фройденталя

В 2013 году к ним прибавилась третья премия, названная именем Эммы Кастельнуово.